# Vrije Universiteit Brussel
|  | Aquest article tracta de la universitat de parla neerlandesa, si cerqueu la universitat de parla francesa vegeu Université libre de bruxelles. |

La Vrije Universiteit Brussel o (VUB) (del neerlandès Universitat lliure de Brussel·les) és una universitat de llengua neerlandesa, establerta a Brussel·les (Bèlgica).
Encara que el seu nom sigui l'equivalent exacte del francès Université Libre de Bruxelles, la Vrije Universiteit Brussel és avui totalment independent de la Universitat Lliure de Brussel·les (ULB).

## Història
La VUB flamenca procedeix de l'ULB francòfona creada el 1834 per Théodore Verhaegen.
Certs cursos de Dret van ser donats en neerlandès a l'ULB des de 1935, però va caldre esperar 1963 perquè gairebé totes les facultats organitzin cursos en neerlandès. La VUB es va separar finalment de l'ULB l'1 d'octubre de 1969, i va ser constituïda per una llei el 28 de maig de 1970 en entitat separada des del punt de vista legal, administratiu i científic.